# 狂乱物価

日本の消費者物価指数（COICOP2018基準）。水色がCPI、緑がコアコアCPI。

狂乱物価（きょうらんぶっか）とは、1970年代半ば特に1974年（昭和49年）の日本の物価の異常な物価高騰。名付け親は政治家の福田赳夫である。
1972年7月に発足した第1次田中角栄内閣における日本列島改造論は、土地への投機を促す結果となり、積極的財政政策とあいまって急速にインフレーションが進み地価や株価の急騰をもたらしていた（列島改造ブーム）。さらに1973年（昭和48年）10月6日に勃発した第四次中東戦争に端を発した第一次オイルショックによってもたらされた石油価格高騰により、一段と物価は上昇し「狂乱物価」と呼ばれるようになった。
総合卸売物価は1973年で15.6%、1974年で31.4%上昇し、消費者物価指数は1973年で11.7%、1974年で23.2%上昇、1974年の実質GDPは-0.2%となった。春闘での賃上げ率は1973年で20%、1974年で33%上昇した。
狂乱物価は、スミソニアン協定で設定された限度ぎりぎりの円安水準に為替レートを維持するため金融緩和を持続したことが、インフレをもたらした。
日本の景気は1973年11月をピークに下降し、1974年には第二次世界大戦後初のマイナス成長になった。

## 要因分析
「日本銀行調査月報」（1973年6月）は、1970年代に入ってからの貨幣の増加の原因について「金融機関の貸し進みによるものであった」と述べている。
経済学者の小宮隆太郎は、日本銀行のオイルショック前の行き過ぎた金融緩和政策とその後の引き締めの遅れが、企業・労働組合などに製品価格上昇・賃上げを走らせたとしている。